# Can Camp-de-Ros
Can Camp-de-Ros és una masia de Molins de Rei (Baix Llobregat) inclosa a l'Inventari del Patrimoni Arquitectònic de Catalunya.

## Descripció
Masia de planta baixa i pis amb coberta a dues aigües paral·leles a la façana. La planta consta de porta i dos grans finestrals i al primer pis hi ha tres petits balcons. Totes les obertures estan emmarcades amb pedra, material que apareix també al fris que hi ha entre els dos pisos i al sòcol que recorre la part més baixa de l'edifici.
La distribució interior de l'habitatge és la següent: a la planta baixa hi ha un vestíbul amb habitacions a banda i banda i del qual surt una escala que condueix al pis, on trobem una sala central amb les diferents dependències al voltant.

## Història
La família Campderrós es troba per primera vegada el 1402, en una nota del testament de Mateu Campderrós. A partir d'aquí ostentaren durant uns 400 anys la titularitat del mas.